# فهرست دانشگاه‌های داکوتای شمالی
- دانشگاه ایالتی داکوتای شمالی
- دانشگاه داکوتای شمالی